# (1710) Gothard
(1710) Gothard est un astéroïde de la ceinture principale.

## Description
(1710) Gothard est un astéroïde de la ceinture principale. Il fut découvert le 20 octobre 1941 à l'observatoire Konkoly par György Kulin. Il présente une orbite caractérisée par un demi-grand axe de 2,32 UA, une excentricité de 0,27 et une inclinaison de 8,5° par rapport à l'écliptique.

## Nom
Il a été nommé en mémoire d'Eugen von Gothard (de), en hongrois Gothard Jenő (hu) (1857-1909), astronome hongrois, qui a découvert l'étoile centrale dans M57 (Nébuleuse de la Lyre).

## Compléments